# 성산중학교 (경북)
성산중학교(星山中學校)는 대한민국 경상북도 고령군 성산면 어곡리에 있는 공립 중학교이다.

## 학교 연혁
- 1966년 12월 13일 : 고령중학교 성산분교 설립 인가(3학급)
- 1969년 11월 17일 : 성산중학교 설립인가(6학급)
- 1970년 3월 1일 : 개교식 거행
- 1970년 3월 4일 : 초대 교장 임달석 취임
- 1970년 11월 17일 : 제1회 개교기념식 거행
- 2001년 3월 1일 : 특수학급 신설(성요셉 재활원)
- 2007년 2월 13일 : 후관 다목적 교실 1칸 증축
- 2020년 3월 1일 : 경북 예비 미래학교 선정(2021,2022)
- 2022년 2월 9일 : 제53회 졸업식(졸업생 11명, 누계 3,422명)
- 2022년 3월 1일 : 제21대 이성희 교장 부임
- 2022년 3월 2일 : 2022학년도 신입생 12명 입학

## 참고 자료
- 성산중학교 - 한국교육학술정보원 학교알리미